# Microsoft Lumia

Logo Microsoft Lumia

Logo Nokia Lumia

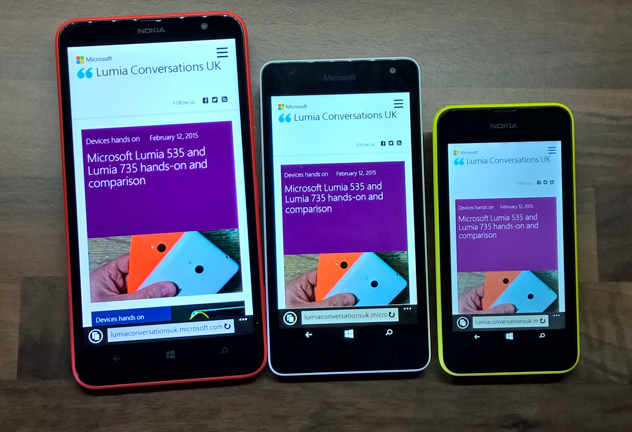
Telefony Lumia

Microsoft Lumia (do 2014 roku Nokia Lumia) – seria telefonów Microsoft Mobile, dawniej Nokii. Seria korzysta z nowatorskiego designu i idei smartfonu Nokia N9 z systemem MeeGo. Powstała w ramach umowy Nokii i Microsoftu, podpisanej 11 lutego 2011 roku, która dostarczyła milionów dolarów na akcję marketingową promującą Windows 10 Mobile (dawniej Windows Phone) w telefonach Nokii. Pierwszy model – Nokia Lumia 800 – zaprezentował prezes Nokii, poprzednio zatrudniony w Microsofcie, Stephen Elop, w Londynie podczas Nokia World.

## Dostępne modele
Aktualnie na rynku dostępne są modele:
| Generacja | Producent | Model        | Seria | Data premiery    | Klasa telefonu | Uwagi                                                     |
| --------- | --------- | ------------ | ----- | ---------------- | -------------- | --------------------------------------------------------- |
| 1         | Nokia     | Lumia 510    | 500   | październik 2012 | niska          |                                                           |
| 1         | Nokia     | Lumia 505    | 500   | grudzień 2012    | niska          | przeznaczony na rynek meksykański                         |
| 1         | Nokia     | Lumia 610    | 600   | luty 2012        | niska          |                                                           |
| 1         | Nokia     | Lumia 710    | 700   | październik 2011 | średnia        |                                                           |
| 1         | Nokia     | Lumia 800    | 800   | listopad 2011    | wysoka         |                                                           |
| 1         | Nokia     | Lumia 900    | 900   | kwiecień 2012    | wysoka         |                                                           |
| 2         | Nokia     | Lumia 520    | 500   | luty 2013        | niska          |                                                           |
| 2         | Nokia     | Lumia 525    | 500   | listopad 2013    | niska          |                                                           |
| 2         | Nokia     | Lumia 620    | 600   | styczeń 2013     | niska          |                                                           |
| 2         | Nokia     | Lumia 625    | 600   | lipiec 2013      | średnia        |                                                           |
| 2         | Nokia     | Lumia 720    | 700   | luty 2013        | średnia        |                                                           |
| 2         | Nokia     | Lumia 810    | 800   | listopad 2012    | średnia        | produkowany dla sieci T-Mobile USA                        |
| 2         | Nokia     | Lumia 820    | 800   | listopad 2012    | średnia        |                                                           |
| 2         | Nokia     | Lumia 822    | 800   | listopad 2012    | średnia        | produkowany dla sieci Verizon                             |
| 2         | Nokia     | Lumia 920    | 900   | listopad 2012    | wysoka         |                                                           |
| 2         | Nokia     | Lumia 925    | 900   | czerwiec 2013    | wysoka         |                                                           |
| 2         | Nokia     | Lumia 928    | 900   | listopad 2012    | wysoka         | produkowany dla sieci Verizon                             |
| 2         | Nokia     | Lumia 1020   | 1000  | lipiec 2013      | wysoka         |                                                           |
| 2         | Nokia     | Lumia 1320   | 1000  | październik 2013 | wysoka         | phablet                                                   |
| 2         | Nokia     | Lumia 1520   | 1000  | październik 2013 | wysoka         | phablet                                                   |
| 2         | Nokia     | Lumia 2520   | 1000  | październik 2013 | wysoka         | tablet                                                    |
| 3         | Microsoft | Lumia 430    | 400   | marzec 2015      | niska          | (niesprzedawane w Polsce)                                 |
| 3         | Microsoft | Lumia 435    | 400   | styczeń 2015     | niska          | (istnieje edycja DualSIM)                                 |
| 3         | Nokia     | Lumia 530    | 500   | lipiec 2014      | niska          | (istnieje edycja DualSIM)                                 |
| 3         | Microsoft | Lumia 532    | 500   | styczeń 2015     | niska          | (istnieje edycja DualSIM)                                 |
| 3         | Microsoft | Lumia 535    | 500   | listopad 2014    | niska          | (istnieje edycja DualSIM)                                 |
| 3         | Nokia     | Lumia 630    | 600   | kwiecień 2014    | średnia        | (istnieje edycja DualSIM)                                 |
| 3         | Nokia     | Lumia 635    | 600   | kwiecień 2014    | średnia        | (z odblokowanym LTE)                                      |
| 3         | Nokia     | Lumia 730    | 700   | wrzesień 2014    | średnia        |                                                           |
| 3         | Nokia     | Lumia 735    | 700   | wrzesień 2014    | średnia        | (z odblokowanym LTE)                                      |
| 3         | Nokia     | Lumia 830    | 800   | wrzesień 2014    | wysoka         |                                                           |
| 3         | Nokia     | Lumia 929    | 900   | luty 2014        | wysoka         | produkowany dla sieci Verizon                             |
| 3         | Nokia     | Lumia 930    | 900   | kwiecień 2014    | wysoka         |                                                           |
| 4         | Microsoft | Lumia 540    | 500   | kwiecień 2015    | niska          | (istnieje edycja DualSIM)                                 |
| 4         | Microsoft | Lumia 640    | 600   | marzec 2015      | średnia        | (istnieje edycja DualSIM oraz z odblokowanym LTE)         |
| 4         | Microsoft | Lumia 640 XL | 600   | marzec 2015      | średnia        | phablet (istnieje edycja DualSIM oraz z odblokowanym LTE) |
| 5         | Microsoft | Lumia 550    | 500   | październik 2015 | niska          |                                                           |
| 5         | Microsoft | Lumia 650    | 600   | luty 2016        | średnia        |                                                           |
| 5         | Microsoft | Lumia 950    | 900   | październik 2015 | wysoka         | (istnieje edycja DualSIM oraz z odblokowanym LTE)         |
| 5         | Microsoft | Lumia 950 XL | 900   | październik 2015 | wysoka         | phablet (istnieje edycja DualSIM oraz z odblokowanym LTE) |

## Dodatkowe modele
Nokia wypuściła również kilka bliźniaczych modeli wyżej wspomnianych telefonów, które są dostępne na wybranych rynkach. Na rynku amerykańskim są to m.in. Lumia 900 z dodatkową obsługą sieci LTE. Jest tam także dostępna Lumia 822 w sieciach Verizon oraz Lumia 810 dostępna u operatora T-Mobile. A także Lumia 505 na rynku meksykańskim. Specjalnie na rynek chiński wypuściła kilka bliźniaczych telefonów, przystosowanych dla tamtego rynku. Są to m.in. Lumia 800C, Lumia 610C oraz Lumia 920T.

## Sprzedaż
| Kwartał                   | Q4 2011 | Q1 2012 | Q2 2012 | Q3 2012 | Q4 2012 | Q1 2013 | Q2 2013 | Q3 2013 | Q4 2013 | Q1 2014 | Q2 2014 | Q3 2014 | Q4 2014 | Q1 2015 | Q2 2015 | Q3 2015 | Q4 2015 | Q1 2016 | Łącznie |
| Sprzedaż na całym świecie | 1       | 2       | 4       | 2.9     | 4.4     | 5.6     | 7.4     | 8.8     | 8.2     | 8       | 7.4     | 9.3     | 10.5    | 8.6     | 8.4     | 5.8     | 4.5     | 2.3     | 109.1   |

## Cechy charakterystyczne
Obowiązkową cechą wspólną telefonów jest system operacyjny Windows 10 Mobile (wcześniej Windows Phone 8.1) i multimilionowa kampania marketingowa promująca Windows Phone.
Telefony serii Lumia zostały wyposażone w aplikacje:
- HERE Maps – Autorskie mapy całego świata od Nokii, umożliwiają darmowe pobranie mapy danego obszaru, województwa czy też całego kraju (przydatne podczas wyjazdów za granicę).
- HERE Drive – odpowiednik HERE Maps z modułem nawigacji samochodowej.
- Nokia City Lens – ta aplikacja zmienia aparat w Twoim telefonie w przeglądarkę rzeczywistości rozszerzonej, która informuje Cię o interesujących miejscach w pobliżu. Wystarczy dotknąć wybranego miejsca, by poznać godziny otwarcia, recenzje i inne informacje.
- MixRadio – dostęp do kanałów muzycznych za pośrednictwem streamingu. Umożliwia stworzenie do 4 własnych playlist w oparciu o wybranych artystów lub gatunki muzyczne. Wcześniej była Nokia Muzyka, lecz teraz trzeba zaktualizować na MixRadio.[11]
- Transfer – aplikacja do przenoszenia kontaktów i danych użytkownika dzięki technologii Bluetooth.

Aplikacje graficzne lub będące dodatkami do Lumia Camera:
- Lumia Camera
- Lumia Kinograf
- Lumia Kreatywne Studio
- Lumia Moments
- Lumia Panorama
- Lumia Refocus
- Lumia Selfie
- Lumia Pomoc i wskazówki
- Lumia Storyteller
- 3 ważne aplikacje, który zostały umieszczone na górze – Do 25 lutego 2013 r.  na Mobile World Congress 2013 Nokia prezentując nowe modele (Nokia Lumia 520 i Nokia Lumia 720) zmieniła nazwy swoich aplikacji z Nokia na HERE, ponieważ za sprawą Microsoftu ma się podzielić tymi aplikacjami z innymi producentami smartfonów z Windows Phone 8.

## Inne aplikacje
Oprócz aplikacji Nokii, użytkownicy mogą korzystać z aplikacji systemu Windows Phone:
- Microsoft Office – pakiet narzędzi biurowych Microsoftu, takich jak: Word, Excel, PowerPoint i OneNote,
- OneDrive – wirtualny dysk o pojemności 5 GB (z możliwością rozszerzenia pojemności do 215 GB), darmowa usługa Microsoftu służąca do przechowywania danych (zdjęć, filmów, dokumentów Office) w tzw. chmurze na serwerach kontrolowanych przez Microsoft,
- Mapy,
- Muzyka,
- Wideo,
- Radio FM,
- Zdjęcia,
- Gry (możliwość połączenia z kontem XBOX),
- Internet Explorer 9 – mobilna wersja przeglądarki internetowej Microsoftu dostępna w smartfonach z Windows Phone 7, 7.5, 7.8 (wykorzystuje HTML 5),
- Internet Explorer 11 – jedna z odsłona mobilnej wersji przeglądarki internetowej Microsoftu dostępna jedynie dla smartfonów z Windows Phone 8.1,
- Microsoft Edge – najnowsza z odsłon mobilnej przeglądarki internetowej Microsoftu dostępna w smartphonach z Windows 10 Mobile,
- Microsoft Outlook – preinstalowany klient poczty,
- Inne aplikacje i gry, możliwe do pobrania ze Sklepu Windows (dawniej Windows Phone Store) Microsoftu.

Aplikacje Microsoft Network:
- Wiadomości
- Sport
- Finanse
- Podróże
- Kuchnia
- Zdrowie i fitness